# Marcia Gudereit
Marcia Gudereit (nacida Marcia Schiml, Moose Jaw, 8 de septiembre de 1965) es una deportista canadiense que compitió en curling.
Participó en los Juegos Olímpicos de Nagano 1998, obteniendo una medalla de oro en la prueba femenina. Ganó tres medallas de oro en el Campeonato Mundial de Curling entre los años 1993 y 1997.

## Palmarés internacional
| Juegos Olímpicos   | Juegos Olímpicos      | Juegos Olímpicos | Juegos Olímpicos |
| Año                | Lugar                 | Medalla          | Prueba           |
| ------------------ | --------------------- | ---------------- | ---------------- |
| 1998               | Nagano (Japón)        | Medalla de oro   | Equipo           |
| Campeonato Mundial |                       |                  |                  |
| Año                | Lugar                 | Medalla          | Prueba           |
| 1993               | Ginebra (Suiza)       | Medalla de oro   | Equipo           |
| 1994               | Oberstdorf (Alemania) | Medalla de oro   | Equipo           |
| 1997               | Berna (Suiza)         | Medalla de oro   | Equipo           |